# Geocronite
La geocronite è un minerale.